# Антон Ондруш
Антон Ондруш (словац. Anton Ondruš,27 березня 1950, Солчани, Чехословаччина) — чехословацький футболіст, який грав на позиції центрального захисника. Вважається одним із найкращих центральних захисників Європи 70-х років ХХ століття. Чемпіон Європи 1976 року. Один із найкращих футболістів в історії «Слована».

## Біографічні дані
Народився у Чехословаччині 27 березня 1950 року. З 1969 по 1981 рік грав у складі команди «Слован». В 1978 році пішов з команди, щоб мати змогу служити у війську. Протягом військової служби відіграв один сезон у складі команди «Дукла» з Банської Бистриці. Після закінчення служби повернувся до складу команди «Слован». У 1981 році перейшов до бельгійської команди «Брюгге», у складі якої грав до 1983 року, зігравши 7 матчів.
Був капітаном молодіжної та олімпійської збірної Чехословаччини. У складі цих команд футболіст зіграв 58 матчів та забив 9 голів, а також отримав звання чемпіона Європи 1976 року.
На батьківщині Антон Ондруш характеризувався як чудовий спортсмен з гарними атлетичними даними, що вміє грамотно організувати атаку чи контратаку у грі, використовувати різні комбінації в ході гри та забивати пенальті. За ці риси отримав прізвисько «словацький Бекенбауер».

## Кар'єра

### Клубна
Вихованець братиславського «Слована», Антон Ондруш починав на позиції нападника, проте грав без особливого успіху. Вважалося, що через повільність і нерішучість він не зможе заграти в команді, але потім тренер Йозеф Венглош перевів його в центр оборони, де Ондруш швидко став незамінним гравцем. У складі «Слована» він двічі ставав чемпіоном Чехословаччини, а в сезоні 1973/74 команда виграла “золотий дубль”. Довгий час Ондруш був капітаном братиславського клубу. Частину сезону 1977/78 Антон Ондруш відіграв в «Дуклі» (Банська-Бистриця), потім повернувшись до «Слована». У чехословацькій лізі зіграв 226 матчів, забив 38 м'ячів.
З 1981 року Ондруш грав у зарубіжних клубах: бельгійському «Брюгге», французькому «Тононі», швейцарському «Білі». Кар'єру футболіста завершив у 1989 році.

### У збірній
Дебют Антона Ондруш у складі збірної Чехословаччини відбувся 27 березня 1974 року в товариському матчі проти збірної НДР у Дрездені, а 25 вересня, під час зустрічі з тим же суперником, Ондруш забив свій перший гол за збірну.
Антон Ондруш був капітаном збірної Чехословаччини на переможному чемпіонаті Європи-1976, у півфінальному матчі проти збірної Нідерландів він відкрив рахунок, потім забив у власні ворота, проте чехословакам вдалося перемогти в додатковий час із рахунком 3:1. Фінальний матч між Чехословаччиною та ФРН завершився серією пенальті.
Ондруш свою спробу, як і інші чехословацькі футболісти, реалізував, увійшовши таким чином у число 9 футболістів, прийнявших участь у першій післяматчевій серії пенальті на великому міжнародному турнірі. 
На чемпіонаті Європи 1980 року Ондруш також провів усі зустрічі без замін, а матч за 3-е місце проти збірної Італії 21 червня став для нього останнім у складі збірної Чехословаччини. 
Всього за збірну Антон Ондруш провів 58 матчів, 30 з яких — як капітан, забив 9 м'ячів.

## Досягнення футболіста
- 1972 — Кубок Словаччини;
- 1974 рік — Кубок Словаччини та Кубок Чехословаччини;
- 1975 рік — чемпіон Чехословаччини;
- 1976 рік — чемпіон Європи та Чехословаччини, Кубок Словаччини;
- 1980 рік — бронзовий призер Чемпіонату Європи 1980 року.

Також отримав звання кавалера чехословацького ордену праці.

## Використані джерела
- http://fanat.ua/info/people/ondrush_anton_1820.html [Архівовано 11 червня 2016 у Wayback Machine.]
- http://c-42.football-players.on-planet.com/Ondrush_Anton.html [Архівовано 20 вересня 2016 у Wayback Machine.]